# ホンダ・N型エンジン
ホンダ・N型エンジン（ホンダ・Nがたエンジン）は、本田技研工業で製造されている中型車種用直列4気筒ディーゼルエンジンである。

## 機構

### i-CTDi
- N22A

それまでいすゞ自動車よりOEM供給を受けていたディーゼルエンジンの後継として、初めて自社開発した直列4気筒ディーゼルエンジン。最大の特徴はシリンダーブロックが「セミソリッド（半溶融）鋳造」と呼ばれる技術で製作されたアルミブロックを採用したことにあり、これにより高剛性と軽量化の両立に成功している。吸・排気バルブはそれぞれ2個ずつで、カムシャフトはタイミングチェーンで駆動される。燃料噴射システムは高圧コモンレール式の直噴で、インタークーラー付き可変ノズルターボが装着されている。排気系にDPF（Diesel Particulate Filter）が装着された仕様もある。

### i-DTEC
- N22B/N16A/N15A

ガソリン車と同等のNOx排出レベルが求められる米国の排出ガス規制「TierII Bin5」を達成することを目標に開発されており、欧州の「Euro5」にも適合している。シリンダーヘッドの排気ポートは前方に変更され、圧縮比やインジェクションノズルを一新、排気量もストロークの縮小により2.2 L以下となった。
第三世代の1.6 Lでは2.2 Lより47 kgの軽量化が図られた。ブロックはオープンデッキのアルミニウムダイカスト製になった。第4世代のギャレットターボチャージャーを装備する。2015年モデルのCR-Vに搭載された160 psの高出力版では2ステージターボチャージャーを搭載、新たなNOx還元触媒を搭載しEuro6に対応した。

## 歴史
- 2003年9月1日に、フランクフルトモーターショーに発表された7代目アコード及び4代目アコードツアラー（日本名アコードワゴン）の欧州仕様に、2,200ccのN22A i-CTDi（Intelligent Commonrail Turbocharged Direct injection）が初めて採用された。
- 2006年9月4日に発表された3代目CR-V欧州仕様のN22A搭載車に、DPFが装着された仕様を設定された。
- 2006年9月25日には、N22Aを改良したエンジンが米国の排出ガス規制「TierII Bin5」を達成したと発表。2007年にはi-DTECの名称が発表された。
- 2008年に発売された8代目アコード及び5代目アコードツアラーの欧州仕様に、2,200ccのN22B i-DTECが初めて採用された。
- 2013年に発売されたシビック欧州仕様に1.6L i-DTECが初めて採用された[2]。
- 2013年にインドで発売されたアメイズにてN15A[3]1.5L i-DTECが採用された。
- 2015年にCR-Vに160PS 1.6L i-DTECが採用された。

## バリエーション

### N22A
- 弁機構：DOHC 吸気2 排気2
- 排気量：2,204 cc
- 内径×行程：85.0 mm×97.1 mm
- 圧縮比：16.7
- 燃料噴射装置：ソレノイド式コモンレール 1,600 bar
- 参考スペック（BE5 FR-V）
  - 最高出力：103 kW(140 PS)/4,000 rpm
  - 最大トルク：340 N·m(34.7 kg·m)/2,000 rpm

搭載車種
- FR-V：日本名エディックス （BE5）
- CR-V （ED9/RE6）
- シビック （FK3/ FN3）

### N22B
- 弁機構：DOHC 吸気2 排気2
- 排気量：2,199 cc
- 内径×行程：85.0 mm×96.9 mm
- 圧縮比：16.3
- 燃料噴射装置：ピエゾ素子式コモンレール 1,800 bar
- 参考スペック（アコード）
  - 最大トルク：最高出力：110 kW (150 PS)/4,000 rpm
  - 350 Nm (35.7 kgm)/2,000 rpm

搭載車種
- アコード
- アコードツアラー

### N16A
- 弁機構：DOHC 吸気2 排気2
- 排気量：1,597 cc
- 内径×行程：76 mm×88 mm
- 圧縮比：16.0
- 燃料噴射装置：ソレノイド式コモンレール 1,800 bar
- 参考スペック（2013 シビック）
  - 最高出力：88 kW (120 PS)/4,000 rpm
  - 最大トルク：300 Nm (30.5 kgm)/2,000 rpm

搭載車種
- シビック
- CR-V

### N15A
- 弁機構： DOHC チェーン駆動 吸気2 排気2
- 排気量：1,498 cc
- 内径×行程：76.0 mm×82.5 mm
- 圧縮比：16.0
- 参考スペック
  - 最高出力：99 PS/3,600 rpm
  - 最大トルク：20.4 kgf·m/1,750 rpm

搭載車種
- シティ
- アメイズ
- モビリオ
- ジャズ
- BR-V
- WR-V

## 過去の搭載車種
N22A
- アコード （CN1）
- アコードツアラー （CN2）